# Посмертные расследования
Посмертные расследования (лат. Inquisition post mortem, Inq.p.m. или i.p.m) — средневековые английские отчёты о расследовании, проводившимся после смерти главных арендаторов короля, державшего владения непосредственно от короны для взимания рельефа или учреждения опеки. Проводились специальными королевскими чиновниками — исчиторами (англ. escheator). Самые ранние сохранившиеся документы с посмертным расследованиям относятся к 1236 году. Практика проведения таких расследований прекратилась во время Английской революции около 1640 года и окончательно упразднена Законом об отмене землевладения, положившим конец феодальной системе.

## История
Одной из важных функций королевского казначейства в Англии было взимание рельефа — специального феодального платежа, взимаемого с главных арендаторов короны при наследовании земель. Для этого в XIII веке возникла специальная юридическая процедура — посмертное расследование (лат. Inquisition post mortem).
Посмертные расследования проводились специальными королевскими чиновниками — исчиторами (англ. escheator, от escheat — выморочное имущество). Начиналось оно после смерти землевладельца либо в случае перехода в казну выморочных или конфискованных земель. Исчиторы проводили опрос сотенных присяжных, после чего составляли краткую опись маноров и держаний, указывая повинности. На основании этой информации определялась общая сумма дохода и его составные части, определялись права наследников. В случае, если наследник был несовершеннолетним, на основании результатов расследований устанавливалась опека. Подобный порядок появился ещё в конце XII века, но только в XIII веке посмертные расследования стали регулярными и обрели письменную форму. Самые ранние сохранившиеся документы с посмертным расследованиям относятся к 1236 году.
Главной ценностью посмертных расследований является материал по истории светского феодального землевладения всех рангов, причём практически во всех графствах. Эти документы позволяют воссоздать гораздо более широкую картину землевладения в Англии, чем другие сохранившиеся источники.
Практика проведения таких расследований прекратилась во время Английской революции около 1640 года и окончательно упразднена Законом об отмене землевладения, положившим конец феодальной системе.

## Процедура
Для того, чтобы наследник смог вступить во владение землями, необходимо было пройти формальную и длительную стандартную процедуру. Только после её окончания можно было вступить во владение, получив документ, подтверждающий право владения.
О смерти землевладельца сам наследник или его родственники (если наследник был несовершеннолетним) сообщали в королевскую канцелярию. На основании этого издавался судебный приказ, скреплённый большой государственной печатью, адресованной исчиторам тех графств, в которых у умершего были владения. По получении приказа исчитор обращался к шерифу соответствующего округа с просьбой собрать жюри из местных фригольдеров (свободных землевладельцев), то есть лиц с социальным положением, на мнение которых можно положиться, чтобы получить от них информацию в точной форме. Информацию, которую сообщали присяжные, включала в себя:
- дату смерти;
- имя наследника;
- возраст наследника;
- название принадлежащих умершему поместий;
- название поместий, принадлежавших иным лицам;
- протяжённость поместий (их площадь или размер);
- годовой доход от поместий;
- характер феодального землевладения[англ.].

Одним первых действий, которое должен был осуществить исчитор, было взять под контроль все владения покойного — те, которые не были переданы субарендаторами, а находились под непосредственным управлением умершего и его домашних чиновников. Все доходы в этот период получал исчитор, но они периодически проверялись казначейством.
В итоге расследования исчитор принимал одно из следующих решений:
- если у умершего был наследник, который был совершеннолетним, королю выплачивался рельеф — феодальный налог за вступление в наследование;
- если наследник был несовершеннолетним (для мужчин оно наступало в 21 год, для женщин — в 14 лет), он и его владения передавались под королевскую опеку;
- если наследника не было, земли объявлялись выморочными и возвращались в состав королевских владений.

## Хранение
Отчёт о посмертном расследовании составлялся на двух листах пергамента, дублирующих друг друга. Один экземпляр хранился в архивах Канцелярии, второй — в Казначействе. В отличие от других подобных документов, они не сшивались в свитки. В настоящее время они переплетены в папки с обложками и хранятся в Национальном архиве Великобритании. Индекс документов, которые раньше хранились в Канцелярии, начинается с «C», а документов из казначейства — с «E».
После учреждения в 1540 году Суда опеки копия расследования отправлялась также в него. В Национальном архиве такие документы имеют индекс «WARD 7». В случае, если расследование проводилось по инициативе исчитора, отчёт направлялся только в казначейство.

## Публикацииальманахов[англ.]посмертных расследований
С начала XIX века осуществлялась публикация альманахов посмертных расследований, представляющие собой реферативные сводки списков расследований. К настоящему времени опубликованы почти все списки, за исключением периодов 1447—1485 и 1509—1660 годов. Первая такая публикация была предпринята Комиссией по учёту записей. В результате в 1805—1828 годах в четырёх томах под редакцией Джона Кейли и Джона Бейли была опубликована обширная серия календарей, включавшая списки, созданные в период правления королей от Генриха III до Ричарда III с приложением списков за правление Якова I. Позже сэр Генри Максвелл-Лайт оценил эти публикации как неудовлетворительные и содержащие много пропусков. В 1865 году Чарльз Робертс предпринял публикацию новой серии альманахов, названной «Calendarium Genealogicum». В ней содержались списки, созданные в период правления королей от Генриха III до Эдуарда I. В ней основное внимание уделялось упоминанию имён наследников, опущенных в предыдущих публикациях, что было особенно полезно для специалистов по генеалогии. В 1898 году была начата публикация альманахов со списками, созданных во время правления Генриха VII. Последний, третий том вышел в 1955 году.
В начале XX века начало выходить новое многотомное издание, целью которого было осуществить наиболее полную и систематическую публикацию посмертных расследований с периода 1236 года. Первый том под редакцией Генри Максвелла-Лайта вышел в 1904 году, 26 том — в 2009 году, хотя тома публиковались не в хронологическом порядке.
В 2021 году под редакцией Гордона Мак-Келви был издан том 35, в котором впервые опубликованы документы, содержащие расследования периода правления Эдуарда V и Ричарда III.
В настоящее время специалисты Уинчестерского университета совместно с Факультет цифровых наук (Королевский колледж Лондона) Королевского колледжа Лондона осуществляют проектом публикации в онлайн-формате с возможностью поиска пересмотренной и расширенной серии всех посмертных расследований, охватывающих период 1236—1447 и 1485—1509 годов. На начало 2023 года были оцифрованы все тома, кроме 22—26 томов, и выложены на сайте «British History Online», а интерактивная база данных была размещена на сайте проекта. В долгосрочной перспективе планируется и выпуск альманахов за период 1447—1485 и 1509—1542 годов.
Ряд Обществ публикации текстов английских графств осуществляли издание альманахов с посмертными расследованиями, относящиеся к их собственным графствам, взятые из документов канцелярии и казначейства.
| Период проведения | № тома | Годы правителя             | Публикации                                                                | Индекс в Национальном архиве |
| ----------------- | ------ | -------------------------- | ------------------------------------------------------------------------- | ---------------------------- |
| 1236—1272         | 1      | 21-57 Генриха III          | 1904                                                                      | C132; E149                   |
| 1272—1290         | 2      | 1—19 Эдуарда I             | 1906                                                                      | C133; E149                   |
| 1291—1298         | 3      | 20—28 Эдуарда I            | HMSO, 1912                                                                | C133; E149                   |
| 1299—1307         | 4      | 29—35 Эдуарда I            | HMSO, 1913                                                                | C133; E149                   |
| 1307—1315         | 5      | 1—9 Эдуарда II             | HMSO, 1908                                                                | C134, E149                   |
| 1316—1327         | 6      | 10—20 Эдуарда II           | 1910                                                                      | C134; E149                   |
| 1327—1335         | 7      | 1—9 Эдуарда III            | HMSO, 1909                                                                | C135; E149                   |
| 1336—1345         | 8      | 10—20 Эдуарда III          | 1913                                                                      | C135; E149                   |
| 1346—1352         | 9      | 21—25 Эдуарда III          | 1916/17                                                                   | C135; E149                   |
| 1353—1360         | 10     | 26—34 Эдуарда III          | 1921                                                                      | C135; E149                   |
| 1361—1364         | 11     | 35—38 Эдуарда III          | 1935                                                                      | C135; E149                   |
| 1365—1369         | 12     | 39—43 Эдуарда III          | 1938                                                                      | C135; E149                   |
| 1370—1373         | 13     | 44—47 Эдуарда III          | 1954/5                                                                    | C135; E149                   |
| 1374—1377         | 14     | 48—51 Эдуарда III          | 1952                                                                      | C135; E149                   |
| 1377—1384         | 15     | 1—7 Ричарда II             | HMSO, 1970                                                                | C136; E149                   |
| 1384—1392         | 16     | 7—15 Ричарда II            | HMSO, 1974                                                                | C136; E149                   |
| 1392—1399         | 17     | 15—23 Ричарда II           | HMSO, 1988                                                                | C136; E149                   |
| 1399—1405         | 18     | 1—6 Генриха IV             | HMSO, 1987                                                                | C137; E149                   |
| 1405—1413         | 19     | 7—14 Генриха IV            | HMSO, 1992                                                                | C137; E149                   |
| 1413—1418         | 20     | 1—5 Генриха V              | HMSO, 1995                                                                | C138; E149                   |
| 1418—1422         | 21     | 6—10 Генриха V             | Boydell & Brewer, 2002, ed. J.L.Kirby, Janet H. Stevenson                 | C138; E149                   |
| 1422—1427         | 22     | 1—5 Генриха VI             | Boydell & Brewer, 2003, ed. Kate Parkin, Janet H. Stevenson               | C139; E149                   |
| 1427—1432         | 23     | 6—10 Генриха VI            | Boydell & Brewer, 2004, ed. Claire Noble                                  | C139; E149                   |
| 1432—1437         | 24     | 11—15 Генриха VI           | Boydell Press, 2010, ed. M.L.Holford, S.A.Mileson, C.V.Noble, Kate Parkin | C139; E149                   |
| 1437—1442         | 25     | 16—20 Генриха VI           | Boydell Press, 2009, ed. Claire Noble                                     | C139; E149                   |
| 1442—1447         | 26     | 21—25 Генриха VI           | Boydell Press, 2009, ed. M.L. Holford                                     | C139; E149                   |
| 1447—1461         | —      |                            | не публиковались, доступны только оригинальные документы                  | C139; E149                   |
| 1461—1483         | —      |                            | не публиковались, доступны только оригинальные документы                  | C140; E149                   |
| 1483—1485         | 35     | Эдуарда V; 1-3 Ричарда III | Boydell and Brewer, 2021, ed. G. KcKelvie, M. Hicks                       | C141; E149                   |
| 1485—1496         | 1      | 1—12 Генриха VII           | Second Series, HMSO, 1898                                                 | C142; E150                   |
| 1496—1504         | 2      | 13—20 Генриха VII          | Second Series, HMSO, 1915                                                 | C142; E150                   |
| 1504—1509         | 3      | 20—24 Генриха VII          | Second Series, HMSO, 1955                                                 | C142; E150                   |
| 1509—1660         | —      |                            | не публиковались, доступны только оригинальные документы                  | C142; E150                   |